# Lunda
A lunda (Fratercula arctica) a madarak (Aves) osztályának lilealakúak (Charadriiformes) rendjébe, ezen belül az alkafélék (Alcidae) családjába tartozó faj.

## Rendszerezése
A fajt Carl von Linné svéd természettudós írta le 1758-ban, az Alca nembe Alca arctica néven.

## Alfajai
- Fratercula arctica arctica (Linnaeus, 1758) - Kanada keleti része az Amerikai Egyesült Államok északkeleti államai, Izland, Norvégia északi és középső része, a Spitzbergák és Novaja Zemlja
- Fratercula arctica grabae (C. L. Brehm, 1831) - a Feröer-szigetek, a Brit-szigetek, Franciaország északnyugati része és Norvégia déli része
- Fratercula arctica naumanni (Norton, 1901) - Kanada északi része és Grönland [2]

## Előfordulása
Az Atlanti-óceán északi részén levő szigeteken él. Természetes élőhelyei az artikus és mérsékelt övi gyepek, tengerpartok és a nyílt óceán. Vonuló faj.

### Kárpát-medencei előfordulása
Magyarországon mindössze egy alkalommal bizonyították előfordulását.

## Megjelenése
Testhossza 26-29 centiméter, szárnyfesztávolsága 47-63 centiméter, testtömege 320-480 gramm. Tollazata a hátán fekete, a hasán, illetve a begyén és az arcán fehér. A csőre a párzási idénykor harsogóan színes (piros, sárga és kék), míg télen ezek a színek eltompulnak.
|  |  |

## Életmódja
Főleg halakkal, valamint rákokkal és csigákkal táplálkozik, melyeket a víz alá bukva, a tengerfenéken zsákmányol. A szabadban akár 30 évig is élhet, de találtak 70 éves példányt is.

## Szaporodása
A téli hónapokban egyedül vagy párokban vándorol, a kotlás időszakában kolóniákban fészkel. Az ivarérettségét 4-5 éves korban éri el. A párzási időszak márciusra és áprilisra esik, ekkor térnek vissza telelő helyeikről a madarak. Ilyenkor elkezdenek vájni a földben üregeket, vagy ha találnak üres üregi nyúl-vackot, akkor azt is elfoglalják. Az üregbe egy vagy két tojás kerül, melyen 39 napig kotlik. A kirepülés 6 hét után következik be.
|  |

## Természetvédelmi helyzete
Az elterjedési területe rendkívül nagy, egyedszáma is nagy, de gyorsan csökken. A Természetvédelmi Világszövetség Vörös listáján sebezhető fajként szerepel. Magyarországon védett, természetvédelmi értéke 25 000 Ft. A tengerek elszennyeződése és a fő táplálékának számító homoki angolna túlzott halászata veszélybe sodorja ezen alkaféléket; egyes kolóniái ki is pusztultak.